# Янош Гуньяді
Янош Гуняді, або Гуньяді(лат. Ioannes Corvinus, угор. Hunyadi János, рум. Iancu de Hunedoara; 1387  за іншими даними 1407 — 11 серпня 1456) — угорський військовий і політичний діяч, воєвода Трансильванії, генерал і регент угорського королівства (1446–1453 роки). Його син Матвій Корвін був коронований угорським королем.

## Біографія
Янош Гуняді народився на території сучасної румунської області Олтенія в угорській дворянській родині волоського походження. Він поступив на службу до імператора Священної Римської імперії і короля Угорщини Сигізмунда І Люксембурга. За військові заслуги імператор дарував йому володіння в прикордонній провінції з Османською імперією.
Після смерті Сигізмунда I Люксембурга і його спадкоємця Альбрехта ІІ Габсбурга Янош Гуняді надав підтримку польському королю Владиславу III Варненчику проти малолітнього сина Альбрехта II Ладислава (Ласло V) і допоміг йому зайняти угорський трон. Як подяка Владислава ІІІ, Янош Гуняді став неофіційним правителем Угорщини. У 1441–1442 роках Гуняді завдав великі поразки османським військам на територіях Угорщини та Болгарії.

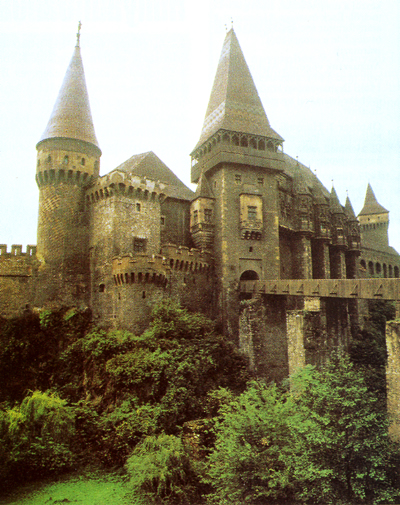
Замок Гуняді в Трансильванії

У 1444 османи попросили миру біля Сегеда. Гуняді згодився, але дізнавшись, що венеційські кораблі заволоділи протоками Босфор і Дарданели і тим самим перекрили відступ для султана, вирішив почати новий наступ на османів. Виявивши біля Варни, що армія османів перевищує його в чотири рази, а венеційці так не можуть допомогти, йому нічого не залишалося робити, як прийняти нерівний бій, в якому загинув король Владислав ІІІ. Гуняді із залишками армії втік назад до Угорщини.
1445 року на з'їзді представників вищої угорської аристократії Гуняді обрали князем Трансильванії, а в 1446 регентом Угорщини від імені малолітнього короля Ласло V. Того ж року став баном Хорватії.
У 1448 році, отримавши золотий ланцюжок від папи, він повернувся на поле битви, проте програв османам у битві на Косовому полі через зраду сербського князя.
У 1450 році Янош Гуняді прибув до Пожоні, де почав переговори з імператором Фрідріхом III про звільнення короля Ласло V, якого той помістив у себе бранцем, однак переговори виявилися безрезультатними.
1453 року упав Константинополь, стало ясно, що наступну кампанію османи проведуть проти Угорщини. Янош Гуняді зібрав армію, щоб зупинити османів. У 1454 він змусив султана Мехмеда II зняти облогу Смедерева, в 1456 році під Белградом тимчасово зупинив просування османів, але невдовзі помер під час епідемії чуми.

## Вшанування в Україні
Іменем Яноша Гуняді названа одна з вулиць у місті Берегово Закарпатської області